# کایارا
کایارا (به انگلیسی: Kayara) یک فیلم پویانمایی ماجراجویی انگلیسی زبان محصول سال ۲۰۲۵ به کارگردانی و نویسندگی سزار زلادا است. نائومی سرانو صداپیشگی شخصیت اصلی داستان را دارد. این فیلم دربارهٔ دختری به نام کایاراست که آرزو دارد به گروه پیامرسان چاسکویی بپیوندد. اما مشکل این است که تمام افراد این گروه باید مرد باشند. اینجا کایارا باید خیلی تلاش کند تا بتواند اثبات کند که زنان هم می‌توانند پیام‌رسان‌های خوبی باشند.

## خلاصه داستان
چاسکویی، گروه پیامرسان‌های امپراتوری اینکا، افرادی سریع و قوی را درون خود داشت؛ اما تمام این افراد مرد بودند. تا اینکه کایارا، دختری ۱۶ ساله، تصمیم گرفت اولین زنی باشد که وارد گروه پیامرسان‌ها می‌شود. او در اولین فرصتش، با لباس مردانه در مسابقه‌ای شرکت کرد. اما هنگامی که هویت واقعی‌اش فاش شد، مردم تصمیم گرفتند او را مجازات کنند؛ اما شاهزاده جوان، پائولو، او را تشویق کرد. کایارا از دیگر ماموریت‌ها هم سربلند بیرون می‌آید و مکان‌های باستانی مردمش را که تاکنون کشف نشده بود، پیدا می‌کند.